# Манастир Денковац
Манастир Денковац, се налази у месту Велике Пчелице на територији Града Крагујевца посвећен Успенију Пресвете Богородице је манастир епархије шумадијске Српске православне цркве.

## Историја
Сачувани рукописи сведоче да се манастир Денковац првобитно звао Северин. Под тим именом се помиње у турском попису из 1530. године, када је окончана обнова Успенијског храма.
Подигнут је на месту остатака средњовековног манастира, у долини Дуленске реке, недалеко од села Велике Пчелице.
Црквено предање оснивање манастира везује за краља Драгутина (крај XIII и почетак XIV века), док неки везују за турско доба, за три сестре које су истовремено подигле манастире Денковац, Ралетинац и Саринац.
Група археолога Археолошког института из Београда својим истраживањима наговестили су да би левачки манастири могли припадати „преднемањићком времену”, чак ранохришћанском периоду.
Манастир је остао без монаштва у XVII веку. Његова обнова је започета 1965. године, и трајала је до 1987. године обновио га је и подигао из рушевина игуман манастира схиархимандрит Петар Денковачки.
Манастирска црква саграђена је у моравском стилу, кров је полуобао, покривен бакарним лимом.

## Галерија
- Улаз у порту манастира
- Манастирска капела
- Звоник

- Манастирска црква
- Конак